# Астурийцы

Флаг Астурии

Астурийцы (астур. asturianos) — кельтско-романская этническая группа, проживающая в автономном сообществе Астурия, на северо-западе Пиренейского полуострова.
В составе астурийцев выделяется небольшая по численности cубэтническая группа вакейро, населяющая горные районы Западной Астурии.

## Культура и общество

### Происхождение
Астурийцы происходят непосредственно от астуров, которые были кельтскими жителями северо-запада Пиренейского полуострова до завоевания полуострова римлянами, что привело к их латинизации. К раннему Средневековью их кельтский язык вышел из употребления и был заменен романским языком, который называется астурийским, и на котором до сих пор говорят. Их язык можно найти в топонимах по всей Астурии, в том числе в самом названии Астурии, которое, как полагают, происходит от кельтского корня stour, означающего «река». Другие аспекты астурийской культуры не были латинизированы или испанизированы, например, музыка, мифология и фестивали, которые остаются кельтскими.

### Религия
Астурийцы являются преимущественно католиками. Католическая вера исторически была важна для астурийцев, поскольку считалось, что битва при Ковадонге и основание Пелайо независимого Астурийского королевства были связаны с тем фактом, что Пелайо молился статуе Девы Марии в пещере перед своей победой в бою. Полагая, что Мария чудесным образом помогла астурийцам в битве, в ее честь в Ковадонге был воздвигнут храм.
До своей христианизации астурийцы исповедовали политеистическую кельтскую религию. Многие элементы этой веры сохранились в виде астурийских мифологических существ и фольклорных легенд, рассказываемых сегодня.

### Языки
На протяжении всей истории астурийцы подвергались языковым ассимиляциям. Первоначально они говорили на Q-кельтском языке, похожем на язык соседнего народа галлеков. Однако из-за завоевания Астурии римлянами этот язык был заменен современным астурийским языком, также известным как bable, который является романским языком. Поскольку сохранилось мало записей об исходном кельтском языке, его невозможно возродить, и он вымер.
Астурийский язык, на котором когда-то также широко говорили астурийцы, с начала XX века находится в упадке, хотя около 40 % астурийцев все еще говорят на этом языке (10 % как родной язык). Поскольку Астурия в настоящее время является частью Испании, языковой сдвиг в сторону кастильского испанского языка продолжает происходить. Хотя он и не признан официальным языком в Испании, он находится под защитой Автономного статута, и усилия по сохранению языка продолжают предприниматься. В западной части Астурии эонавьего (который является переходным языком между галисийско-португальским и астурийским) также используется, и его распространение также подпадает под действие Закона 1/1998.

### Кухня
Самым известным традиционным блюдом является фабада, тушеное мясное рагу, приготовленное из крупной белой фасоли (fabes), свиной лопатки (llacón), морсильи, чоризо и шафрана (azafrán). Яблоневые рощи способствуют производству традиционного алкогольного напитка — натурального сидра (sidra). Это очень сухой сидр, и, в отличие от французского или английского натурального сидра, в нем используются преимущественно кислые яблоки, а не сладкие или горько-сладкие. Сидра традиционно наливается эскансиадором (escanciador): бутылка поднимается высоко над его головой, чтобы насыщать напиток кислородом, когда он льётся в стакан внизу.

### Музыка
Danza Prima — самый известный астурийский танец. Наиболее характерным инструментом является gaita asturiana, или астурийская волынка. Подобные волынки можно найти в соседних регионах, таких как Кантабрия и Галисия.

## Эмиграция
В марте 2019 года сообщалось, что 133 854 астурийца проживают в 65 странах.

### Америка
Астурийцы были вовлечены в развитие Нового Света и их потомков в современной Латинской Америке, особенно в Аргентине, Уругвае, и других странах, куда переселились астурийцы во время правления Испанской империи. Промышленная революция пришла в Астурию после 1830 года с открытием и систематической эксплуатацией ресурсов угля и железа. В то же время была значительная миграция в Америку (например, в Мексику, Кубу и Пуэрто-Рико), те, кто преуспел за границей, часто возвращались на родину намного богаче. Эти предприниматели были известны под общим названием индианос за то, что они отправлялись в Вест-Индию, там нажили состояние и вернулись обратно. Наследие этих богатых семей все еще можно увидеть в Астурии сегодня: по всему региону разбросано множество больших «модернистских» вилл, а также культурные учреждения, такие как бесплатные школы и публичные библиотеки. Астурийские сообщества, социальные клубы, спортивные команды, финансовые банки и любительские вокальные группы до сих пор существуют в Мексике и Аргентине, а также по всей Южной Америке.
Десятки тысяч астурийцев массово перебрались в Соединенные Штаты, в основном в сельскохозяйственные районы Флориды и Калифорнии, а также на цинковые заводы Западной Виргинии в конце XIX и начале XX веков. Они также работали на промышленных базах фабричных городов Среднего Запада. Характерной чертой астурийцев, куда бы они ни пошли, является их привязанность к родине. Это отражено в 82 астурийских центрах в Америке. Известные люди астурийского происхождения, включают Глорию Эстефан, Еву Лонгорию, Висенте Фокса, Мигеля Диас-Канель или Пимпинела. Мартин де Аргуэльес был первым европейцем, родившимся на территории нынешних Соединенных Штатов.
По состоянию на 2019 год в Америке проживает 103 655 астурийцев.

### Европа
В Европе самая большая астурийская община находится в Бельгии и насчитывает 8 208 членов. Франция (4913 человек), Германия (3994 человека) и Швейцария (3786 человек) также являются традиционными странами астурийской эмиграции.

## Знаменитые астурийцы
- Хиндасвинт[28]
- Пелайо Астурийский[29]
- Альфонсо I Астурийский[30]
- Сило Астурийский[31]
- Гаспар Мельчор де Ховельянос[32]
- Фернандо Вильямиль[33]
- Леопольдо Алас[34]
- Хосе Андрес (шеф)[35]
- Федерико Ромеро
- Индалесио Прието[36]
- Луис Вальтер Альварес (Нобелевский лауреат по физике)[37]
- Северо Очоа (Нобелевский лауреат по физиологии и медицине)[38]
- Сантьяго Каррильо[39]
- Маргарита Салас[40][41]
- Корин Тельядо[42]
- Королева Летисия Испанская[43]
- Луис Энрике Мартинес[44]
- Давид Вилья[45][46]
- Хуан Мата[47]
- Фернандо Алонсо (чемпион мира Формулы-1)[48][49]
- Лу Пинелла, американский бейсболист и менеджер[50][51]
- Меленди[52]
- Андрес Мануэль Лопес Обрадор (президент Мексики)[53]
- Мигель Диас-Канель (президент Кубы)[54][55]